# 우주의 전사 쉬라
《우주의 전사 쉬라》(宇宙의 戰士 쉬라, 영어: She-Ra and the Princesses of Power)는 넷플릭스 채널에서 방영된 미국의 TV 애니메이션 시리즈로, 1985년작 《우주의 여왕 쉬라》(She-Ra: Princess of Power)의 리부트, 리메이크 작품이다.

## 성우진

### 주연
- 에이미 카레로 - 아도라 / 쉬라
- 캐런 후쿠하라 - 글리머
- AJ 미샤카 - 캣트라
- 마커스 스크리브너 - 보우
- 레슈마 셰티 - 안젤라
- 로레인 투세인트 - 섀도우위버

## 에피소드 목록

### 시즌1 (2018)
2018년 11월 13일 모든 에피소드가 공개되었다.
| 회차 | 제목                                                | 감독            | 각본                         |
| ---- | --------------------------------------------------- | --------------- | ---------------------------- |
| 1    | "비밀의 검 1부" "The Sword Part 1"                  | 애덤 헨리       | 노엘 스티븐슨                |
| 2    | "비밀의 검 2부" "The Sword Part 2"                  | 젠 베넷         | 노엘 스티븐슨                |
| 3    | "마담 래즈" "Razz"                                  | 스테퍼니 스타인 | 제임스 크리그, 노엘 스티븐슨 |
| 4    | "쉬라와 아도라" "Flowers for She-Ra"                | 리안 휴스       | 조시 캠벨                    |
| 5    | "바다의 왕국" "The Sea Gate"                        | 젠 베넷         | 소니아 워필드                |
| 6    | "엔트랩타 공주" "System Failure"                    | 스테퍼니 스타인 | 캐서린 놀피                  |
| 7    | "섀도우위버" "In the Shadows of Mystacor"           | 리안 휴스       | 리치 번스                    |
| 8    | "무도회 대소동" "Princess Prom"                     | 젠 베넷         | 조시 캠벨                    |
| 9    | "공주들은 포기하지 않아!" "No Princess Left Behind" | 스테퍼니 스타인 | 소니아 워필드                |
| 10   | "봉화대" "The Beacon"                               | 리안 휴스       | 캐서린 놀피                  |
| 11   | "서로를 위한 약속" "Promise"                        | 젠 베넷         | 노엘 스티븐슨                |
| 12   | "희망의 빛" "Light Hope"                            | 리안 휴스       | 조시 캠벨                    |
| 13   | "브라이트 문의 위기" "The Battle of Bright Moon"    | 스테퍼니 스타인 | 노엘 스티븐슨                |